# (E)-스틸벤
(E)-스틸벤((E)-Stilbene)은 일반적으로 트랜스-스틸벤(trans-stilbene)으로 알려져 있으며, C6H5CH=CHC6H5의 구조식으로 표시되는 유기 화합물이다. 다이아릴에텐으로 분류되는 이 화합물은 중앙의 에틸렌 부분체가 탄소-탄소 이중 결합의 각 끝에 하나의 페닐기 치환기를 가지고 있다. 이는 (E) 입체화학을 가지며, 페닐기가 이중 결합의 반대쪽에 위치하여 시스-스틸벤과 같은 기하 이성질체의 반대이다. 트랜스-스틸벤은 상온에서 흰색 결정성 고체로 존재하며 유기 용매에 잘 녹는다. 광화학적으로 시스-스틸벤으로 전환될 수 있으며, 추가로 반응하여 페난트렌을 생성할 수 있다.
스틸벤은 1843년 프랑스 화학자 오귀스트 로랑에 의해 발견되었다. "스틸벤"이라는 이름은 이 화합물의 윤기 나는 모습 때문에 "빛나다"를 의미하는 그리스어 στίλβω(stilbo)에서 유래했다.

## 이성질체

방사선의 영향에 따른 스틸벤의 이성질화

스틸벤은 두 가지 가능한 입체 이성질체로 존재한다. 하나는 (E)-스틸벤 또는 트랜스-스틸벤이라고 불리는 트랜스-1,2-다이페닐에틸렌이다. 두 번째는 (Z)-스틸벤 또는 시스-스틸벤이라고 불리는 시스-1,2-다이페닐에틸렌이며, 입체 장애로 인해 공액을 방해하고 방향족 고리를 평면에서 벗어나게 하므로 입체적으로 방해를 받고 덜 안정하다. 시스-스틸벤은 상온에서 액체(녹는점: 5–6 °C (41–43 °F))인 반면, 트랜스-스틸벤은 약 125 °C (257 °F)까지 녹지 않는 결정성 고체로, 두 이성질체가 상당히 다른 물리적 특성을 가짐을 보여준다.

## 제법 및 반응
많은 합성법이 개발되었다. 인기 있는 한 방법은 아말감 벤조인을 아연으로 환원시키는 것이다.
C6H5–CH(OH)–C(=O)–C6H5 {\displaystyle {\ce {->[{\ce {Zn(Hg)}}][{\ce {HCl}}{\text{, }}{\ce {CH3CH2OH}}]}}} trans-C6H5–CH=CH–C6H5
두 이성질체의 스틸벤 모두 α-페닐신남산의 탈탄산 반응에 의해 생성될 수 있으며, 트랜스-스틸벤은 산의 (Z)-이성질체로부터 생성된다.
리처드 F. 헥과 미조로키 쓰토무는 독립적으로 팔라듐(II) 촉매를 사용하여 아이오도벤젠과 스타이렌의 커플링 반응으로 트랜스-스틸벤을 합성했다고 보고했는데, 이는 오늘날 미조로키-헥 반응으로 알려져 있다. 미조로키 방법은 더 높은 수율을 보였다.
스틸벤은 알켄의 전형적인 반응을 겪는다. 트랜스-스틸벤은 퍼옥시모노인산 H3PO5와 함께 에폭시화되어 다이옥세인에서 트랜스-스틸벤 에폭사이드의 74% 수율을 생성한다. 생성된 에폭사이드 생성물은 1,2-다이페닐옥시레인의 두 광학 이성질체의 라세미 혼합물이다. 비대칭 메조 화합물 (1R,2S)-1,2-다이페닐옥시레인은 시스-스틸벤에서 유래하지만, 시스-이성질체의 과산화물 에폭시화는 시스 및 트랜스 에폭사이드 생성물 모두를 생성한다. 예를 들어, tert-부틸 하이드로퍼옥사이드를 사용하면 시스-스틸벤의 산화는 0.8%의 시스-스틸벤 에폭사이드, 13.5%의 트랜스-스틸벤 에폭사이드, 그리고 6.1%의 벤즈알데하이드를 생성한다. 순수한 스틸벤 에폭사이드는 노벨상 수상자 칼 배리 샤플리스에 의해 제조되었다.
스틸벤은 오존분해 또는 르미외–존슨 산화에 의해 벤즈알데하이드로 깨끗하게 산화될 수 있으며, 산성화된 과망가니즈산 칼륨과 같은 강력한 산화제는 벤조산을 생성한다. 인접한 다이올은 업존 다이하이드록실화 또는 광학적으로 선택적인 샤플리스 비대칭 다이하이드록실화를 사용하여 광학 과량이 최대 100%에 이르도록 생성될 수 있다.
트랜스-스틸벤의 브롬화는 주로 메조-1,2-다이브로모-1,2-다이페닐에테인(때때로 메조-스틸벤 다이브로마이드라고 함)을 생성하는데, 이는 전형적인 친전자성 브롬화 반응의 고리형 브로모늄 이온 중간체를 포함하는 메커니즘과 일치한다. 시스-스틸벤은 사염화 탄소와 같은 비극성 용매에서 1,2-다이브로모-1,2-다이페닐에테인의 두 광학 이성질체의 라세미 혼합물을 생성하지만, 나이트로메테인에서 90% 수율로 메조 화합물 생성량이 용매 극성이 증가함에 따라 증가한다. 트랜스-이성질체로부터 소량의 스틸벤 다이브로마이드 두 광학 이성질체가 형성되는 것은 브로모늄 이온 중간체가 화학 평형 상태로 카르보양이온 중간체 PhCHBr–C+(H)Ph와 함께 존재하며 비어 있는 p 오비탈이 어느 면에서든 친핵성 공격에 취약함을 시사한다. 브로마이드 또는 트리브로마이드 염의 첨가는 35 이상의 유전 상수를 가진 용매에서도 입체 선택성의 상당 부분을 회복시킨다.
UV 조사 시 시스-스틸벤으로 전환되는데, 이는 트랜스-시스 이성질화를 포함하는 광화학 반응의 고전적인 예이며, 추가 반응을 통해 페난트렌을 형성할 수 있다.

## 유도체 및 용도

### 합성
(E)-스틸벤 자체는 가치가 거의 없지만, 염료, 형광증백제, 형광체, 섬광체로 사용되는 다른 유도체의 전구체이다. 스틸벤은 색소 레이저에 사용되는 활성 레이저 매질 중 하나이다.

4,4-다이아미노-2,2-스틸벤다이설폰산은 일부 세탁 세제에 사용되는 인기 있는 형광증백제이다.

다이에틸스틸베스트롤은 스테로이드가 아님에도 불구하고 에스트로겐 성질을 보인다.

다이소듐 4,4'-다이나이트로스틸벤-2,2'-다이설포네이트는 4-나이트로톨루엔-2-설폰산을 형성하기 위해 4-나이트로톨루엔의 설폰화에 의해 제조되며, 이는 하이포아염소산 나트륨을 사용하여 산화적으로 커플링되어 (E)-스틸벤 유도체를 형성하는데, 이 과정은 원래 19세기 후반에 아서 조지 그린과 앙드레 발에 의해 개발되었다. 액체 암모니아에서 공기 산화를 사용하여 수율을 높이는 개선된 방법이 개발되었다. 이 생성물은 아닐린 유도체와의 반응으로 아조 염료를 형성하기 때문에 유용하다. 이 화합물에서 파생된 상업적으로 중요한 염료로는 Direct Red 76, Direct Brown 78, Direct Orange 40이 있다.

### 천연 스틸벤
스틸베노이드는 자연적으로 발생하는 스틸벤 유도체이다. 예를 들어 레스베라트롤과 그 사촌인 프테로스틸벤이 있다. (E)-스틸벤과 구조적으로 관련되어 있지만 합성적으로는 관련이 없는 스틸베스트롤은 에스트로겐 활성을 보인다. 이 그룹의 구성원에는 다이에틸스틸베스트롤, 포스페스트롤, 다이엔에스트롤이 있다. 이러한 유도체 중 일부는 계피산 또는 4-하이드록시신남산의 코엔자임 A 유도체와 말론산의 응축에 의해 생성된다.

## 부록
표 1. 증기압
| 이성질체      | 온도, °C | 증기압, kPa |
| ------------- | -------- | ----------- |
| 시스-스틸벤   | 100      | 0.199       |
| 시스-스틸벤   | 125      | 0.765       |
| 시스-스틸벤   | 150      | 2.51        |
| 트랜스-스틸벤 | 150      | 0.784       |